# Chiesa di San Zan Degolà
La chiesa di San Giovanni Battista Decollato, vulgo San Zan Degolà, è un edificio religioso di Venezia, situato nel sestiere di Santa Croce.

## Storia
A detta di Flaminio Corner la chiesa fu innalzata ai primi dell'XI secolo dalla famiglia Venier, dimoranti un palazzo nelle vicinanze. Non si conosce la data di erezione della parrocchia (da sempre affiliata alla cattedrale di San Pietro di Castello), ma avvenne probabilmente poco dopo la costruzione, dato che questo è il periodo in cui si definì la suddivisione amministrativa della città basandola sui confinia, le pievi appunto. Certamente la chiesa godeva di questo status da decenni quando nel 1334 un cavaliere boemo, in pellegrinaggio verso la Terrasanta e ricoverato presso l'abitazione di Antonio Colonna perché gravemente malato, donò alla chiesa un dito del Battista.
Nel 1807 i decreti napoleonici sopprimevano la parrocchia e portavano alla sconsacrazione della chiesa. Nel 1818 fu riaperta e assegnata alla parrocchia di San Giacomo dall'Orio alla quale appartiene tuttora come chiesa vicariale.
Sino alla sua soppressione, la chiesa era una collegiata, pertanto era provvista di un capitolo formato da un prete, un diacono e un suddiacono. Inizialmente i canonici collaboravano assieme su tutte le questioni amministrative della parrocchia; in seguito ciascuno ebbe propri compiti (al pievano, in particolare, fu assegnata la cura delle anime e l'amministrazione dei sacramenti), ma questo provocò anche la decadenza dello spirito di condivisione, degli obblighi di vita comunitaria e, in generale, della corresponsabilità nella cura della circoscrizione.
La chiesa è oggi la sede della comunità cristiana ortodossa russa di Venezia, intitolata alle Sante Donne Mirofore, e le liturgie sono svolte regolarmente ogni settimana.

## Descrizione

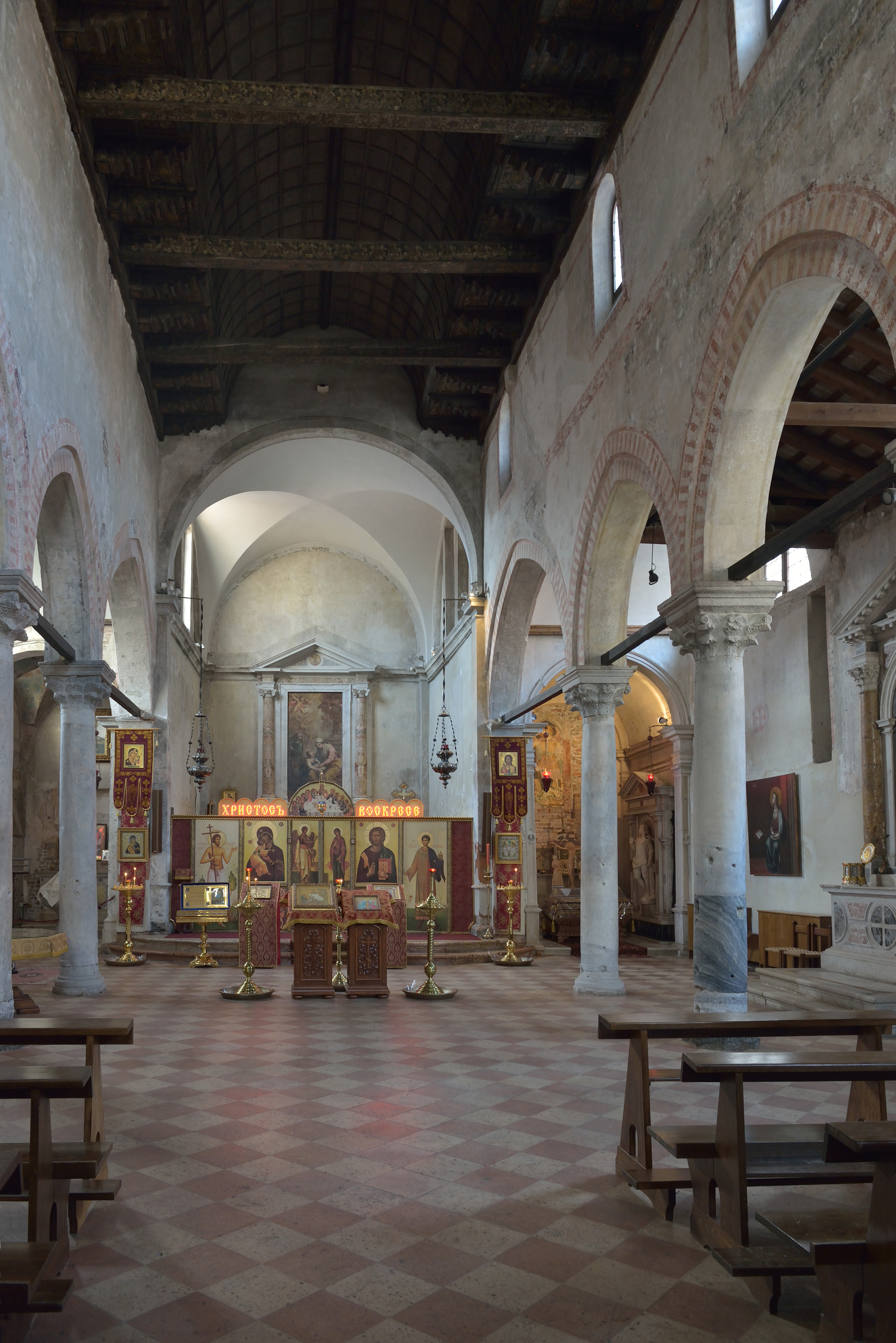
Vista dell'interno della chiesa

L'edificio è uno dei rari esempi di architettura veneto-bizantina che si è conservato abbastanza integro nella sua concezione originaria fino ai giorni nostri. Solo la facciata e il tozzo campanile presentano forme differenti essendo stati ricostruiti nel Settecento (la torre originaria si trovava grossomodo al centro del campo).
L'interno è molto semplice, con copertura a carena di nave rovesciata. Le tre navate sono tra loro divise da due file da quattro preziose colonne in marmo greco con capitelli bizantini (XI secolo). Di grandissimo pregio sono inoltre i resti di affreschi, scoperti di recente, raffiguranti le teste di quattro santi (Giovanni, Pietro, Tommaso e Marco) e sant'Elena imperatrice che porta la Croce su uno sfondo di architetture (XI secolo). Altri affreschi più tardi (XV secolo) ornano la cappella alla destra del presbiterio.
Anche l'altare maggiore è relativamente recente, risalendo all'inizio del XVIII secolo.